# سكوت جنكينز
سكوت جنكينز (بالإنجليزية: Scott Jenkins)‏ (11 ديسمبر 1973 بريدموند في الولايات المتحدة - ) هو مدرب كرة قدم ولاعب كرة قدم أمريكي في مركز الدفاع. لعب مع Seattle Sounders (1994–2008) ‏ وSeattle BigFoot ‏.

## وصلات خارجية
- سكوت جنكينز على موقع قاعدة بيانات كرة القدم.إي يو (الإنجليزية)